# Лига (музыка)

Лига

Ли́га в современной музыкальной нотации — дугообразная тонкая линия с небольшим утолщением к середине, объединяющая две или более ноты.

## Функциональное назначение

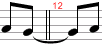
Пример связующей лиги

Пример фразировочной лиги

По своему функциональному назначению лиги подразделяются на следующие типы:
- связующая лига — лига, применяющаяся для обозначения беспрерывного звучания смежных нот одинаковой высоты.
- фразировочная лига — лига, объединяющая ноты разной высоты и применяющаяся для указания на связную манеру их исполнения (легато). Кроме того, фразировочная лига указывает начало и окончание музыкальной фразы.
- вокальная лига
- штриховая лига
- французская лига — лига, увеличивающая длительность ноты настолько, насколько угодно исполнителю. Встречается редко[1].
- портаменто[2]
- петитная лига

## Начертание
В некоторых случаях вместо сплошной лиги применяется пунктирная. Это указывает либо на её факультативность, либо на условность применения.

## См также
- Лигатура (нотная запись)